# Müller-Thurgau
Il Müller-Thurgau è un vitigno a bacca bianca originario del Geisenheim in Germania e utilizzato per produrre vino principalmente in Germania, Ungheria, Austria e Italia.
Il vitigno fu creato alla fine del XIX sec. mediante incroci di Riesling renano e Madeleine Royale (prima delle ricerche sul DNA si pensava tra Riesling e Sylvaner), dall'enologo svizzero Hermann Müller (turgoviese, da qui il nome Thurgau).

## Genealogia e sviluppo della vite del Müller-Thurgau
- 1882 incrocio di vitigni in Geisenheim da parte di Hermann Müller
- 1890 affinamento e messa a punto delle viti
- 1891 spostamento di Hermann Müller a Wädenswil (Svizzera)

150 viti Geisenheimer inviate in Svizzera
- 1892-1893 impianto di nuove viti in Svizzera
- 1894 piantagione di 73 specie nel land

Riesling e Sylvaner - Peo
- 1897 prima riproduzione di nuove viti da Schellenberg (Wädenswil)
- 1901 primo perfezionamento sulle radici americane
- 1903 prima produzione della nuova specie
- 1906-1907 gamma di prova

## Caratteristiche organolettiche

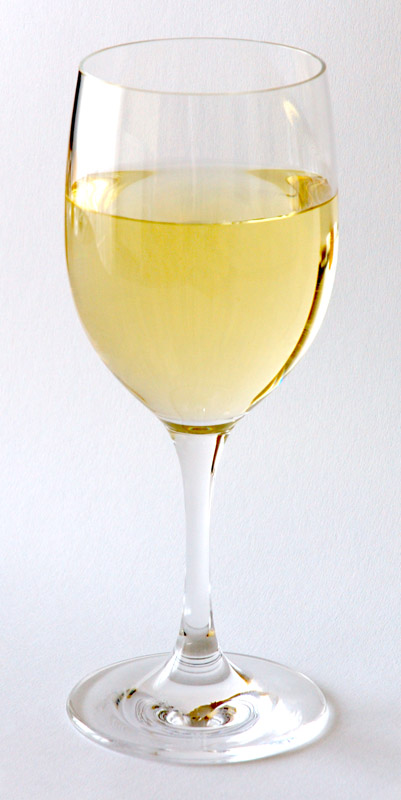
Calice di vino bianco

- colore: dal bianco carta al giallo paglierino tenue, con riflessi verdolini, brillante.
- odore: profumo caratteristico delicato e gradevole.
- sapore: secco, amabile, sapido, fresco, acidulo con leggero retrogusto amarognolo.

## Produzione

### In Germania
- Baden, 3530 ha
- Franconia, 2260 ha
- Palatinato, 3195 ha
- Rheinhessen, 5000 ha
- Saale-Unstrut, 144 ha
- Mosel-Saar-Ruwer, 1660 ha
- Schleswig-Holstein, 713 ha

### In Italia
- Regione Toscana - San Martino ad Argiano
- Regione Friuli-Venezia Giulia
  - Grado (GO)

- Regione Piemonte
  - Monferrato
  - Montabone (AT)

- Regione Veneto
  - Verona

- Regione Trentino-Alto Adige
  - Val di Cembra a seguito del rilancio fatto dal locale Club 3P
  - Cavedine
  - Lavis
  - Terlano
  - Valle Isarco

- Regione Emilia-Romagna
  - Val Tidone

- Regione Marche
  - Offida (AP)

- Regione Lombardia
  - San Damiano al Colle

- Regione Sicilia
  - Erice
  - Ribera

### Nel resto d'Europa
- Ungheria, 8000 ha
- Austria, 5236 ha (7,8%)
- Repubblica Ceca
- Slovacchia ca. 5300 ha
- Lussemburgo
- Svizzera, Riesling e Silvaner
- Regno Unito
- Slovenia
- Francia
- Moldavia

### Nel mondo
- Nuova Zelanda
- Stati Uniti d'America
- Giappone
- Cina